# ティアゴ・アルカンタラ
- チアゴ・アルカンタラ・ド・ナシメント

ティアゴ・アルカンタラ・ド・ナシメント（Thiago Alcântara do Nascimento, 1991年4月11日 - ）は、イタリア・バーリ出身の元サッカー選手。元スペイン代表。現役時代のポジションはMF。現在はFCバルセロナでコーチングスタッフを務める。
父親はブラジル代表で1994年W杯の優勝メンバーだったマジーニョで、弟はブラジル代表のラフィーニャ。

## クラブ経歴

### プロ入り前
父親がイタリア・セリエAのクラブでプレーしていた関係でバーリ生まれである。5歳の時にブラジルのフラメンゴの下部組織に入団し、1996年に家族とともにスペインに移住してからはガリシア州ポンテベドラ県ニグランにあるウレカというチームに所属した。10歳のときにブラジルに戻ったが、2004年に再渡西してFCバルセロナの下部組織であるカデーテBに入団した。

### クラブ

#### FCバルセロナ
2006年にカデーテAへと昇格し、2007年にはフベニールAに昇格してすぐにジョゼップ・グアルディオラが率いるFCバルセロナBへ招集された。2008-09シーズンはコンスタントに試合に出場して結果を残し、シーズン終盤の2009年5月17日、マジョルカ戦で63分にエイドゥル・グジョンセンと代わってトップチームデビューを飾った。2010年2月20日、カンプ・ノウで行われたラシン・サンタンデール戦で初得点を決めた。12月7日のUEFAチャンピオンズリーグ・FCルビン・カザン戦ではアンドレウ・フォンタスの先制点をアシストし、マン・オブ・ザ・マッチに輝いた。
2011-2012シーズンよりトップチームへ正式に昇格。2011年アウディカップでは背番号4をつけて出場し、SCインテルナシオナル戦で1得点。バイエルン・ミュンヘン戦で2得点を決め、バルセロナをアウディカップ優勝へと導いた。セスク・ファブレガス加入後は4番を譲り11番を着用した。

#### バイエルン・ミュンヘン

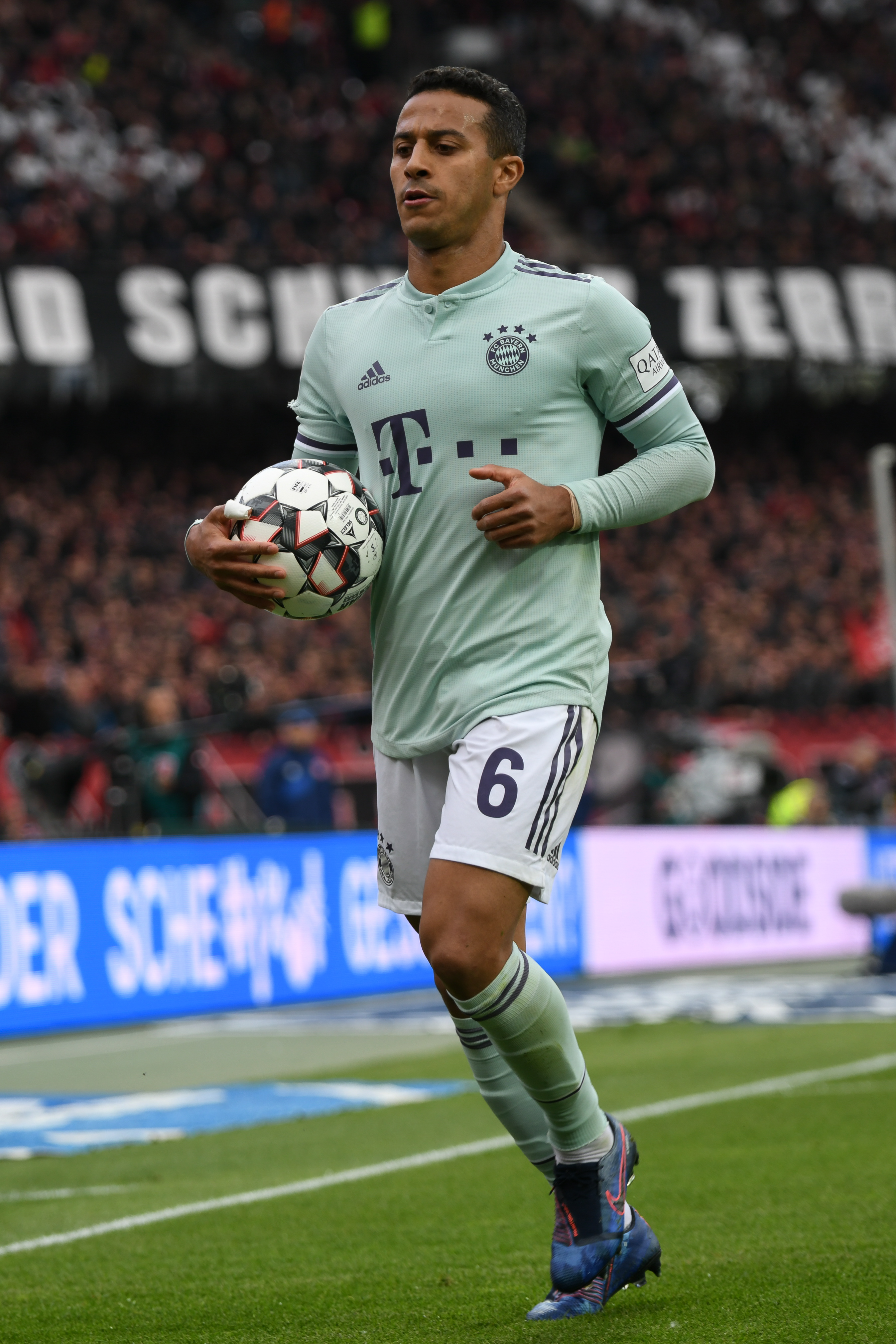
FCバイエルン・ミュンヘンでのチアゴ（2019年）

2012-13シーズン終了後、出場機会を求めて移籍を志願し、マンチェスター・ユナイテッドやレアル・マドリードが関心を寄せた。2013年7月、恩師ジョゼップ・グアルディオラ率いるドイツ・ブンデスリーガのバイエルン・ミュンヘンに2017年までの4年契約、移籍金2500万ユーロで完全移籍した。背番号は6番。
2013年7月27日のDFLスーパーカップ、ボルシア・ドルトムント戦でバイエルンでのデビューを飾り、8月17日のアイントラハト・フランクフルト戦でブンデスリーガ初出場を記録。12月21日、FIFAクラブワールドカップ決勝のラジャ・カサブランカ戦で移籍後初ゴールを決めて優勝に貢献した。2014年1月29日のVfBシュトゥットガルト戦では後半アディショナルタイムに、決勝点となる移籍後リーグ戦初得点を挙げた。2月2日のアイントラハト・フランクフルト戦では185回のボールタッチと159本のパス成功を記録し、ブンデスリーガ記録を塗り替えた。
2014-15シーズン、4月5日、リーグ戦第27節のボルシア・ドルトムント戦で怪我から復帰を果たした。4月15日、チャンピオンズリーグ準々決勝FCポルト戦1stレグでゴールを決め、2ndレグの試合でも先制点を決め、バイエルンの逆転準決勝進出に貢献した。
2015年8月、2019年まで2年間の契約延長となる新たな4年契約を結んだ。2015-16シーズン、3月16日、UEFAチャンピオンズリーグ決勝トーナメント1回戦2ndレグのユヴェントスFC戦では後半から途中出場し、延長戦で貴重な逆転ゴールをあげてベスト8進出に貢献した。
2017-18シーズン、11月23日に筋肉系の問題で離脱し、2018年2月17日のVfLヴォルフスブルク戦で復帰を果たした。4月4日のチャンピオンズリーグ準々決勝セビージャFC戦での1stレグではゴールを決め勝利に貢献した。2018-19シーズン終了直前にはグアルディオラが獲得を希望しているとも報じられた。2019-20シーズン、リヴァプールFCへの移籍が報道されている中、チャンピオンズリーグ決勝のパリ・サンジェルマンFC戦では先発出場して優勝に貢献。シーズン終了後には再びリヴァプール入りの可能性が報じられた。

#### リヴァプール

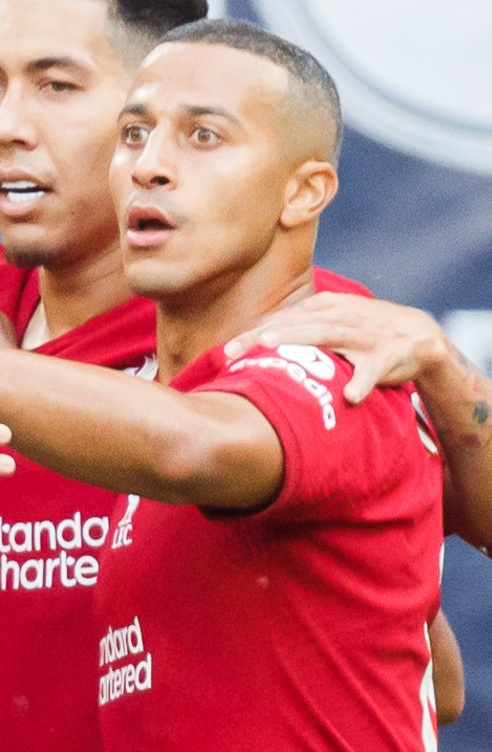
リヴァプールFCでのティアゴ (2022年)

2020年9月18日、プレミアリーグのリヴァプールFCに完全移籍した。契約期間は4年。背番号はバイエルン時代と同じ6番。移籍金は推定2500万ポンド(約34億円)とされている。ユース時代も含めイングランドでプレーするのはこれが初となる。9月20日、第2節のチェルシーFC戦では途中出場からデビューを果たし、パスを75本成功してリーグ新記録をいきなり出した。しかし、10月17日のエヴァートンFC戦の試合終盤にリシャルリソンから激しいタックルを喰らい、重傷を負い長期離脱を強いられた。5月8日、第35節、サウサンプトン戦で移籍後初ゴールを挙げて勝利した。2021-22シーズン、リーグカップ決勝でチームは延長PKでチェルシーFCを破り優勝したが、チアゴは先発予定でありながら、試合直前の負傷で欠場した。2022-23シーズンも度重なる負傷離脱により多くの試合を欠場、リーグ戦は僅か18試合の出場に終わった。翌2023ｰ24シーズンも前年の怪我が長引き、2024年2月5日に行われた第23節アーセナルFC戦で復帰し途中出場を果たすも、その試合で再負傷。同年はその僅か12分の出場にとどまり、5月17日に契約満了が発表された。2024年7月8日、現役引退を発表した。

## 代表経歴
2008年にはUEFA U-17欧州選手権に出場して優勝した。
2010年にはフランスで行われたUEFA U-19欧州選手権に出場し、決勝でフランスに敗れた。
2011年8月生まれ故郷のバーリで行われたイタリア戦で、A代表初出場。UEFA U-21欧州選手権に出場、決勝のスイス戦では長距離のFKを決め優勝、MOMに選ばれた。
2013年にはUEFA U-21欧州選手権に出場し、決勝戦でハットトリックを達成しスペインに優勝をもたらした。
2014年には怪我のため2014 FIFAワールドカップの出場を逃した。
2018年、2018 FIFAワールドカップグループリーグ2試合に出場した。
2021年3月24日、UEFA EURO 2020に臨むスペイン代表に選出された。

### 引退後
2024年7月17日、バルセロナのコーチングスタッフとして、夏のみトレーニングに参加することが発表された。

## 人物
父親のマジーニョはサッカーブラジル代表として1994 FIFAワールドカップ優勝経験を持つ。母親のバレリア・アルカンタラはかつてバレーボールの選手だった。弟のラフィーニャもブラジル代表でプレーするプロサッカー選手。従兄弟のロドリゴ・モレノ・マチャドもリーズ・ユナイテッドFCでプレーするプロサッカー選手である。

## 個人成績

### クラブ
2022-23シーズン終了時点
| クラブ                 | シーズン     | リーグ戦       | リーグ戦 | リーグ戦 | カップ戦 | カップ戦 | リーグカップ | リーグカップ | 国際大会 | 国際大会 | その他 | その他 | 合計 | 合計 |
| クラブ                 | シーズン     | ディビジョン   | 出場     | 得点     | 出場     | 得点     | 出場         | 得点         | 出場     | 得点     | 出場   | 得点   | 出場 | 得点 |
| ---------------------- | ------------ | -------------- | -------- | -------- | -------- | -------- | ------------ | ------------ | -------- | -------- | ------ | ------ | ---- | ---- |
| バルセロナB            | 2007-08      | テルセーラ     | 5        | 0        | -        | -        | -            | -            | -        | -        | -      | -      | 5    | 0    |
| バルセロナB            | 2008-09      | セグンダB      | 25       | 0        | -        | -        | -            | -            | -        | -        | -      | -      | 25   | 0    |
| バルセロナB            | 2009-10      | セグンダB      | 13       | 2        | -        | -        | -            | -            | -        | -        | 5      | 1      | 18   | 3    |
| バルセロナB            | 2010-11      | セグンダ       | 11       | 0        | -        | -        | -            | -            | -        | -        | -      | -      | 11   | 0    |
| バルセロナB            | 通算         | 通算           | 54       | 2        | -        | -        | -            | -            | -        | -        | 5      | 1      | 59   | 3    |
| バルセロナ             | 2008-09      | プリメーラ     | 1        | 0        | 0        | 0        | -            | -            | 0        | 0        | 0      | 0      | 1    | 0    |
| バルセロナ             | 2009-10      | プリメーラ     | 1        | 1        | 1        | 0        | -            | -            | 0        | 0        | 0      | 0      | 2    | 1    |
| バルセロナ             | 2010-11      | プリメーラ     | 12       | 2        | 3        | 1        | -            | -            | 1        | 0        | 1      | 0      | 17   | 3    |
| バルセロナ             | 2011-12      | プリメーラ     | 27       | 2        | 8        | 2        | -            | -            | 7        | 0        | 3      | 0      | 45   | 4    |
| バルセロナ             | 2012-13      | プリメーラ     | 27       | 2        | 7        | 1        | -            | -            | 2        | 0        | 0      | 0      | 36   | 3    |
| バルセロナ             | 通算         | 通算           | 68       | 7        | 19       | 4        | -            | -            | 10       | 0        | 4      | 0      | 101  | 11   |
| バイエルン・ミュンヘン | 2013-14      | ブンデスリーガ | 16       | 2        | 2        | 0        | -            | -            | 4        | 0        | 3      | 1      | 25   | 3    |
| バイエルン・ミュンヘン | 2014-15      | ブンデスリーガ | 7        | 0        | 2        | 0        | -            | -            | 4        | 2        | 0      | 0      | 13   | 2    |
| バイエルン・ミュンヘン | 2015-16      | ブンデスリーガ | 27       | 2        | 5        | 1        | -            | -            | 9        | 1        | 1      | 0      | 42   | 4    |
| バイエルン・ミュンヘン | 2016-17      | ブンデスリーガ | 27       | 6        | 4        | 1        | -            | -            | 9        | 2        | 1      | 0      | 41   | 9    |
| バイエルン・ミュンヘン | 2017-18      | ブンデスリーガ | 19       | 2        | 3        | 2        | -            | -            | 10       | 3        | 0      | 0      | 32   | 7    |
| バイエルン・ミュンヘン | 2018-19      | ブンデスリーガ | 30       | 2        | 6        | 0        | -            | -            | 5        | 0        | 1      | 1      | 42   | 3    |
| バイエルン・ミュンヘン | 2019-20      | ブンデスリーガ | 24       | 3        | 5        | 0        | -            | -            | 10       | 0        | 1      | 0      | 40   | 3    |
| バイエルン・ミュンヘン | 通算         | 通算           | 150      | 17       | 27       | 4        | -            | -            | 51       | 8        | 7      | 2      | 235  | 31   |
| リヴァプール           | 2020-21      | プレミアリーグ | 24       | 1        | 2        | 0        | 0            | 0            | 4        | 0        | 0      | 0      | 30   | 1    |
| リヴァプール           | 2021-22      | プレミアリーグ | 25       | 1        | 4        | 0        | 0            | 0            | 10       | 1        | -      | -      | 39   | 2    |
| リヴァプール           | 2022-23      | プレミアリーグ | 18       | 0        | 3        | 0        | 1            | 0            | 5        | 0        | 1      | 0      | 28   | 0    |
| リヴァプール           | 通算         | 通算           | 67       | 2        | 9        | 0        | 1            | 0            | 19       | 1        | 1      | 0      | 97   | 3    |
| キャリア通算           | キャリア通算 | キャリア通算   | 340      | 28       | 56       | 8        | 1            | 0            | 80       | 9        | 12     | 3      | 487  | 48   |

## 代表歴

### 出場大会
- U-17スペイン代表
  - 2008年 - UEFA U-17欧州選手権（優勝）
- U-19スペイン代表
  - 2009年 - UEFA U-19欧州選手権2009（グループリーグ敗退）
  - 2010年 - UEFA U-19欧州選手権2010（準優勝）
- U-21スペイン代表
  - 2011年 - UEFA U-21欧州選手権（優勝）
  - 2013年 - UEFA U-21欧州選手権（優勝）
- スペイン代表
  - 2016年 - UEFA EURO 2016（ベスト16）
  - 2018年 - 2018 FIFAワールドカップ（ベスト16）
  - 2018年 - UEFAネーションズリーグ2018-19
  - 2021年 - UEFA EURO 2020

### 試合数
- 国際Aマッチ 46試合 2得点（2011年-2021年）[35]

| スペイン代表 | 国際Aマッチ | 国際Aマッチ |
| 年           | 出場        | 得点        |
| ------------ | ----------- | ----------- |
| 2011         | 3           | 0           |
| 2012         | 0           | 0           |
| 2013         | 1           | 0           |
| 2014         | 1           | 0           |
| 2015         | 2           | 0           |
| 2016         | 11          | 0           |
| 2017         | 7           | 1           |
| 2018         | 9           | 1           |
| 2019         | 3           | 0           |
| 2020         | 2           | 0           |
| 2021         | 7           | 0           |
| 通算         | 46          | 2           |

### 得点
| #  | 開催日        | 開催地                                       | 対戦国       | スコア | 結果 | 大会                                    |
| -- | ------------- | -------------------------------------------- | ------------ | ------ | ---- | --------------------------------------- |
| 1. | 2017年10月6日 | アリカンテ、エスタディオ・ホセ・リコ・ペレス | アルバニア   | 3-0    | 3-0  | 2018 FIFAワールドカップ・ヨーロッパ予選 |
| 2. | 2018年3月28日 | マドリード、エスタディオ・メトロポリターノ   | アルゼンチン | 4-1    | 6-1  | 親善試合                                |

## タイトル

### クラブ
バルセロナ
- UEFAチャンピオンズリーグ：2回 (2008-09, 2010-11)
- UEFAスーパーカップ：2回 (2009, 2011)
- FIFAクラブワールドカップ：2回 (2009, 2011)
- プリメーラ・ディビシオン：4回 (2008-09, 2009-10, 2010-11, 2012-13)
- コパ・デル・レイ：2回 (2008-09, 2011-12)
- スーペルコパ・デ・エスパーニャ：3回 (2009, 2010, 2011)

バイエルン・ミュンヘン
- UEFAチャンピオンズリーグ：2019-20
- UEFAスーパーカップ：2013
- FIFAクラブワールドカップ：2013
- ブンデスリーガ：7回 (2013-14, 2014-15, 2015-16, 2016-17, 2017-18, 2018-19, 2019-20)
- DFBポカール：4回 (2013-14, 2015-16, 2018-19, 2019-20)
- DFLスーパーカップ：3回 (2016, 2017, 2018)

リヴァプール
- FAカップ : 2021-22
- EFLカップ : 2021-22
- FAコミュニティ・シールド：2022

### 代表
U-17スペイン代表
- UEFA U-17欧州選手権：2008

U-21スペイン代表
- UEFA U-21欧州選手権：2回 (2011, 2013)

### 個人
- UEFA U-21欧州選手権 大会MVP : 2013
- FIFA FIFPro男子ワールドイレブン：2020-21
- PFA年間ベストイレブン :2021-2022